# WRB
WRB (англ. Tryptophan rich basic protein) – білок, який кодується однойменним геном, розташованим у людей на довгому плечі 21-ї хромосоми. Довжина поліпептидного ланцюга білка становить 174 амінокислот, а молекулярна маса — 19 780.
| 10         |  | 20         |  | 30         |  | 40         |  | 50         |
| ---------- |  | ---------- |  | ---------- |  | ---------- |  | ---------- |
| MSSAAADHWA |  | WLLVLSFVFG |  | CNVLRILLPS |  | FSSFMSRVLQ |  | KDAEQESQMR |
| AEIQDMKQEL |  | STVNMMDEFA |  | RYARLERKIN |  | KMTDKLKTHV |  | KARTAQLAKI |
| KWVISVAFYV |  | LQAALMISLI |  | WKYYSVPVAV |  | VPSKWITPLD |  | RLVAFPTRVA |
| GGVGITCWIL |  | VCNKVVAIVL |  | HPFS       |  |            |  |            |

A: Аланін

C: Цистеїн

D: Аспарагінова кислота

E: Глутамінова кислота

F: Фенілаланін

G: Гліцин

H: Гістидин

I: Ізолейцин

K: Лізин

L: Лейцин

M: Метіонін

N: Аспарагін

P: Пролін

Q: Глутамін

R: Аргінін

S: Серин

T: Треонін

V: Валін

W: Триптофан

Задіяний у такому біологічному процесі, як альтернативний сплайсинг. 
Локалізований у мембрані, ендоплазматичному ретикулумі.